# Jeux d'Afrique centrale de 1981
Navigation
Édition précédente Édition suivante
La deuxième édition des Jeux d'Afrique centrale se déroule à Luanda en Angola du 20 août 1981 au 2 septembre 1981. Elle réunit 1 200 athlètes de 11 nations qui s'affrontent dans huit sports.

## Sites des compétitions
Les épreuves se déroulent à Luanda dans un stade de 65 000 places et un palais des sports de 12 500 places. Certaines épreuves se sont disputées à Huambo, à 700 km au sud de Luanda, dans un stade de 10 000 places.

## Participants
1 200 sportifs de onze pays ont participé aux Jeux d'Afrique centrale de 1981 dont :
- Angola
- Burundi
- Cameroun
- Gabon
- Guinée équatoriale
- République centrafricaine
- République du Congo
- Rwanda
- Sao Tomé-et-Principe
- Tchad
- Zaïre

## Épreuves
Huit sports figurent au programme des Jeux d'Afrique centrale 1981 : 
- Athlétisme
- Basket-ball
- Boxe
- Cyclisme
- Football
- Handball
- Judo
- Volley-ball

### Athlétisme
34 épreuves d'athlétisme (20 chez les hommes, 14 chez les femmes) sont organisées.

### Basket-ball
L'équipe du Zaïre féminine est médaillée d'argent.

### Football
La compétition de football se joue sous le format d'un tournoi toutes rondes entre cinq nations ; le Zaïre termine premier, la République populaire du Congo est médaillée d'argent, tandis que le Gabon termine troisième. Les quatrième et cinquième places sont occupées respectivement par l'Angola et le Cameroun qui aligne son équipe junior.

### Handball
La sélection féminine du Congo, privée de sa meneuse de jeu Solange Koulinka blessée, remporte la médaille d'or.